# Religião nabateia

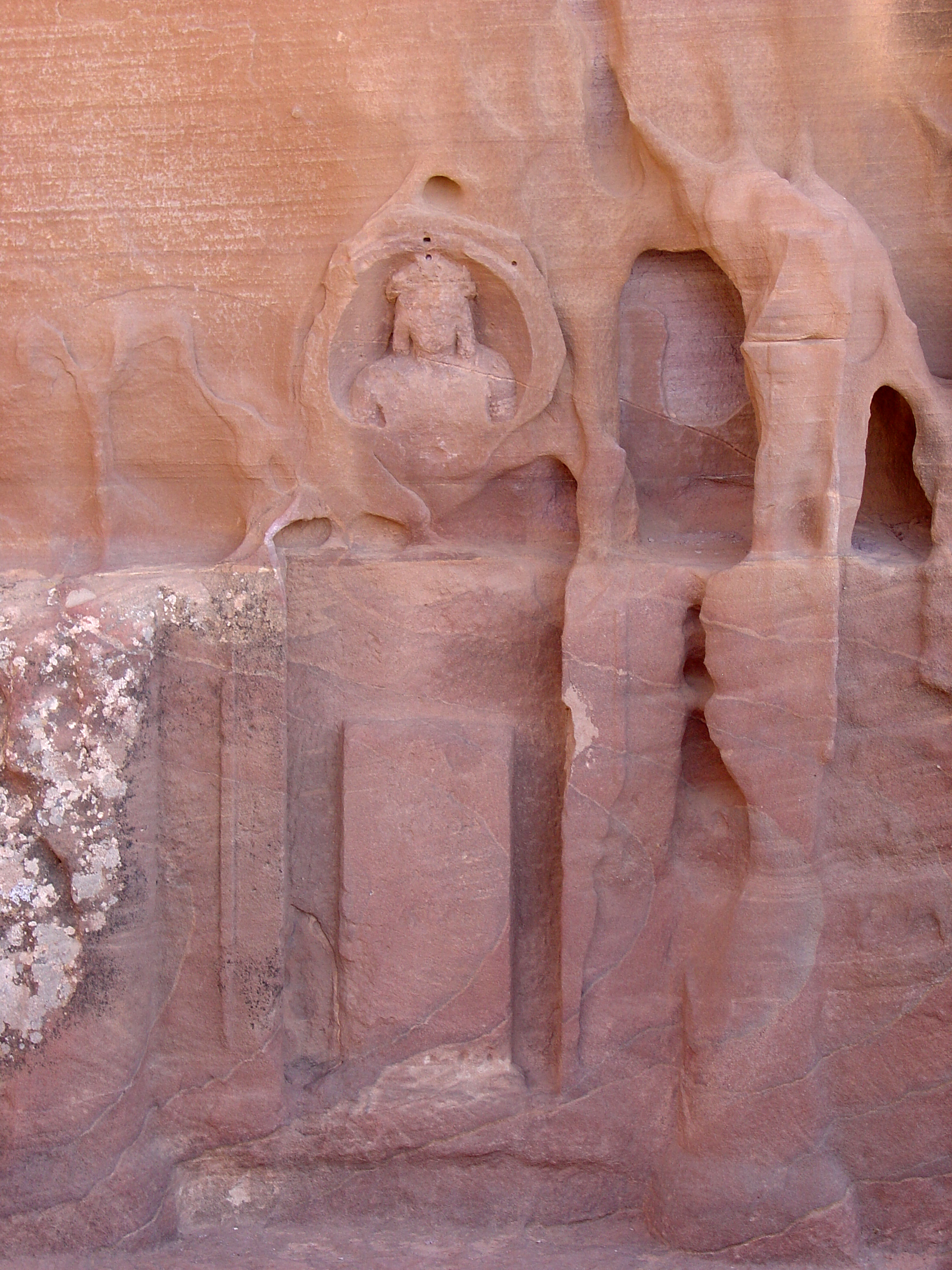
Relevo de Dhu Shara, deus principal dos nabateus, que se encontra em baixo de uma estrutura em consola no caminho para o local sagrado de Jabal Madba

A religião nabateia era a religião de Reino Nabateu, uma antiga nação árabe já estabelecida no século IV a.C. e que durou até à anexação romana no ano 106. Era uma forma de politeísmo árabe. Os nabateus eram politeístas e adoravam uma grande variedade de deuses locais, bem como a Baal-Shamin, Ísis e deuses greco-romanos como Tique e Dioniso.Adoravam os seus deuses em templos e lugares altos. Eram principalmente anicónicos e preferiam decorar os seus lugares sagrados com desenhos geométricos. Perdeu-se muito conhecimento dos objectos que os nabateus depositavam nos túmulos devido a um amplo saque ao longo da história. Conhece-se que fizeram sacrifícios aos seus deuses, além de outros rituais e acreditavam numa vida após a morte.
Pelo geral, os templos e as deidades nabateias variam muito em desenho, sem um desenho regular, pelo que é difícil englobar toda a cultura numa mesma linha. Os nabateus adoptaram e adaptaram diferentes elementos de templos das culturas com as quais comercializavam, estabelecendo elementos indianos, gregos, romanos, persas, egípcios e sírios nos desenhos.

## Deuses e deidades

### Dhu Shara

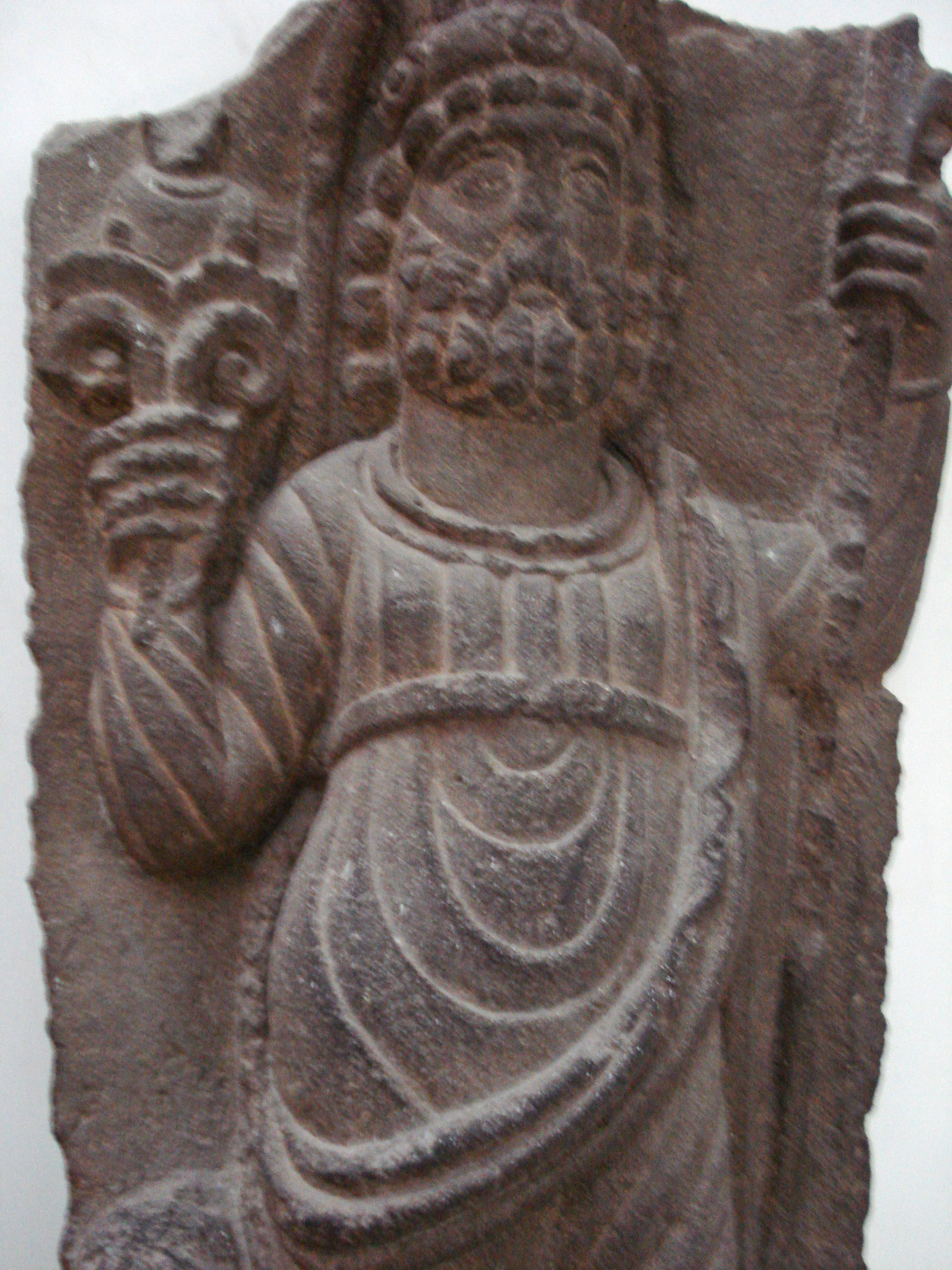
Representação de Dhu Shara no sul de Síria

Dhu Shara era uma deidade nabateia cujo nome significa "Senhor da montanha", foi amplamente adorado em Petra. Dhu Shara foi venerado como um deus supremo pelos nabateus, com frequência se lhe referia como "Dhu Shara e todos os deuses".  Era considerado o deus da casa real da Nabateia. A queda da casa real de Nabateia contra os romanos, fez que a religião fosse afastada e a sua deidade principal ficou perdida. Foi então que Dhu Shara se começou a associar com outros deuses, como Dioniso, Zeus e Hélio.

### Manate
Manate era conhecida como a deusa do destino, e era adorada pelos seus seguidores na chuva e na vitória sobre os inimigos. Era a esposa de deus Hubal.

### Alilat
Alilat era conhecida como "a grande deusa de toda a Cidade dos Pilares". Era amplamente conhecida na Arábia do norte e na Síria; a deidade está associada com a deusa Atena no Haurã. Alilate também era venerada em Palmira, ainda que seu templo não tivesse nenhum sinal de estar dedicado a rituais de sangue. Acha-se que Alilat e Uza foram uma vez uma única deidade e que se separaram na tradição pré-islâmica da Meca.  Acha-se que a deidade é uma das filhas do alto deus Alá na religião nabateia.

### Uza
Em árabe, acredita-se que seu nome significa "a mais poderosa". Ela era venerada na cidade de Petra. Seu culto é focado principalmente nos coraixitas e no vale de Hurade, ao norte de Meca. A deusa está conectada com um tipo de betil com olhos de estrela. Uza é associada a deusa greco-romana Afrodite. Árabes pré-islâmicos acreditavam que ela fosse uma das filhas de Alá ao lado de Alilat e Manate. Ela é conhecida como "a noiva de Dhu Shara" em algumas inscrições dos nabateus. 

### Kutba
É uma das divindades menos conhecidas dos nabateus. Diz-se que a divindade tem um templo em Gaia e também era venerada no Irã. Há confusão quando se trata de decidir se essa divindade é masculina ou feminina. Em Gaia, acredita-se que a divindade é feminina e, portanto, é chamada de al-Kutba. Há casos em que a divindade é considerada masculina, por exemplo, em Qusrawet, no Egito, onde a divindade é chamada de Kutba. A maioria das evidências leva à crença de que esse é o caso dos betis (pedras esculpidas com a identidade da divindade) de Kutba que são similares aos de Uza. 

### Baalshamin
É uma divindade síria que se tornou um deus nabateu com a expansão do Reino Nabateu para o sul da Síria. Seu nome significa Senhor do Céu, associando a divindade com os céus. Acredita-se ter sido ele o deus Adade, que era adorado na Síria e na Mesopotâmia. Como é um deus que lida com os assuntos celestes, é identificado por muitos como uma versão de Zeus. Existia um templo dedicado a Baalshamin em Uádi Muça, que parece ter sido um centro de peregrinação. 

## Relações entre os deuses
As relações entre os deuses nabateus nem sempre são claras devido à falta de evidência para sustentar as diferentes afirmações. Há momentos em que os deuses e as deusas se combinam como marido e mulher numa verdadeira região do reino, enquanto podem não estar comprometidos em matrimonio em outras partes. Diz-se às vezes que o deus Dhu Shara é o marido de Allat e, em outros casos, que é seu filho. Outro exemplo seria Allat, Al-'Uzza e Manat, já que diz-se que estas três deidades são as filhas do Deus supremo Alá. Em algumas regiões do reino nabateu, tanto Allat como Al-'Uzza parecem considerar-se a mesma deusa. 